# 3D (hívójelprefix)
A 3D hívójelprefix 2 állam részére is kiosztásra került: 
- Fidzsi-szigetek
- Szváziföld